# Беренс фон Раутенфельд
Беренс фон Раутенфельд (нем. Berens von Rautenfeld) — дворянский род остзейского происхождения.

## Происхождение и история рода
Представители рода поселилась в Риге в начале XVIII века, в 1752 были пожалованы в дворянство,
Основателем рода в Ливонии считается купец и коммерции советник Генрих Беренс фон Раутенфельд (1699—1778), в 1749 году был назначен старейшиной Великой гильдии, а в 1752 получил чин титулярного советника Великого князя Российского и Голштинского, а также был пожалованы в дворянство дипломом Венской имперской придворной канцелярии с дворянским титулом «фон Раутенфельд». Позже он купил рыцарские поместья Кастран, Роннебург-Нойхоф и замок Роннебург, которые он завещал своим сыновьям в 1778 году. Его пятью сыновьями были: Эберхард (1738—1810), Генрих (1740—1815), Иоганн Георг (1741—1805), Карл (1747—1809) и Людвиг Вильгельм (1748—1797).
Род внесён в список дворянских родов Эстлянсдской губернии.

## Известные представители
- Раутенфельд, Иван Андреевич (Беренс фон Раутенфельд; 1741—1805) — русский военачальник, генерал-поручик.

## Описание герба
Щит рассечен. В правом голубом поле серебряный ромб и во главе над ним две выходящих из краев друг к другу натурального цвета собаки с красными языками. Слева в красном поле три серебряных ромба (2+1). Щит увенчан дворянским коронованным шлемом. Нашлемник — возникающий с распростертыми крыльями черный одноглавый орел, смотрящий влево. язык и клюв черные. Намет голубой и красный, подложенный серебром.